# I Accuse!
I Accuse! (bra O Julgamento do Capitão Dreyfus) é um filme de drama biográfico britânico de 1958, dirigido e estrelado por José Ferrer. O filme é baseado na história verídica do Caso Dreyfus, em que um capitão judeu do exército francês foi acusado de traição.

## Elenco
- José Ferrer - Capitão Alfred Dreyfus
- Anton Walbrook - Major Esterhazy
- Viveca Lindfors - Lucie Dreyfus
- Leo Genn - Major Piquart
- Emlyn Williams - Émile Zola
- David Farrar - Mathieu Dreyfus
- Donald Wolfit - General Mercier
- Herbert Lom - Major DuPaty de Clam
- Harry Andrews - Major Henry
- Felix Aylmer - Edgar Demange
- George Coulouris - Coronel Sandherr
- Peter Illing - Georges Clemenceau
- Michael Hordern - Promotor de Justiça
- Laurence Naismith - Juíza
- Ernest Clark - Promotor de Justiça
- Eric Pohlmann - Bertillon
- John Phillips - Promotor de Justiça, julgamento de Esterhazy

## Recepção
O filme foi um fracasso de bilheteria: arrecadou meros 190 mil dólares nos Estados Unidos e Canadá, e 475 mil dólares no resto do mundo, causando prejuízo de 1,415 milhão de dólares.